# Наодинці
«Наодинці» — радянський художній фільм 1984 року, знятий режисером Гіясом Шермухамедовим на кіностудії «Узбекфільм».

## Сюжет
За мотивами роману Уктама Усманова. Молодий вчений-селекціонер Азіз Касимов у процесі роботи над виведенням особливого бавовнику, попри перші позитивні досліди, побачив безперспективність своєї роботи. Припинивши дослідження, герой поїхав до Анголи, де кілька років провів у практичних справах, передаючи досвід місцевим хлопкоробам. Повернувшись на батьківщину, Касимов дізнається, що група академіка Джаббарова, продовжила за його відсутності розпочаті ним дослідження й отримала новий сорт бавовнику. І тепер Касимову треба не тільки відновити істину свого авторства, а й безперспективність його впровадження на поля.

## У ролях
- Шавкат Газієв — Азіс Касимов
- Ато Мухамеджанов — головна роль
- Расім Балаєв — головна роль
- Хамза Умаров — Азімов
- Пулат Саїдкасимов — Махамат-чаток
- Мурад Раджабов — Шорахім
- Гульчехра Джамілова — роль другого плану
- Рано Кубаєва — роль другого плану
- Ділором Ігамбєрдиєва — роль другого плану
- Бехзод Хамраєв — роль другого плану
- Бахтіяр Закіров — роль другого плану
- Земфіра Ісмаїлова — роль другого плану
- Роза Ісмаїлова — роль другого плану
- Лола Бадалова — роль другого плану
- Ергаш Карімов — роль другого плану
- Максуд Мансуров — роль другого плану

## Знімальна група
- Режисер — Гіяс Шермухамедов
- Сценарист — Анатолій Галієв
- Оператор — Хатам Файзієв
- Композитор — Руміль Вільданов
- Художник — Кахрамон Нурітдінов